# Mors optima est perire lacrimandum
 Mors optima est perire lacrimandum  лат. (изговор:морс оптима ест перире лакримандум). Најбоља је смрт умријети оплакан од својих! (Сенека)

## Поријекло изреке
Изрекао у смјени старе у нову еру  Римски књижевник Сенека, главни представник модерног, „новог стила“ у вријеме Неронове владавине.

## Значење
Није добро када те не оплакују они којима припадаш. (Ако ниси ваљао својима коме ваљаш?!)